# Armin Shimerman

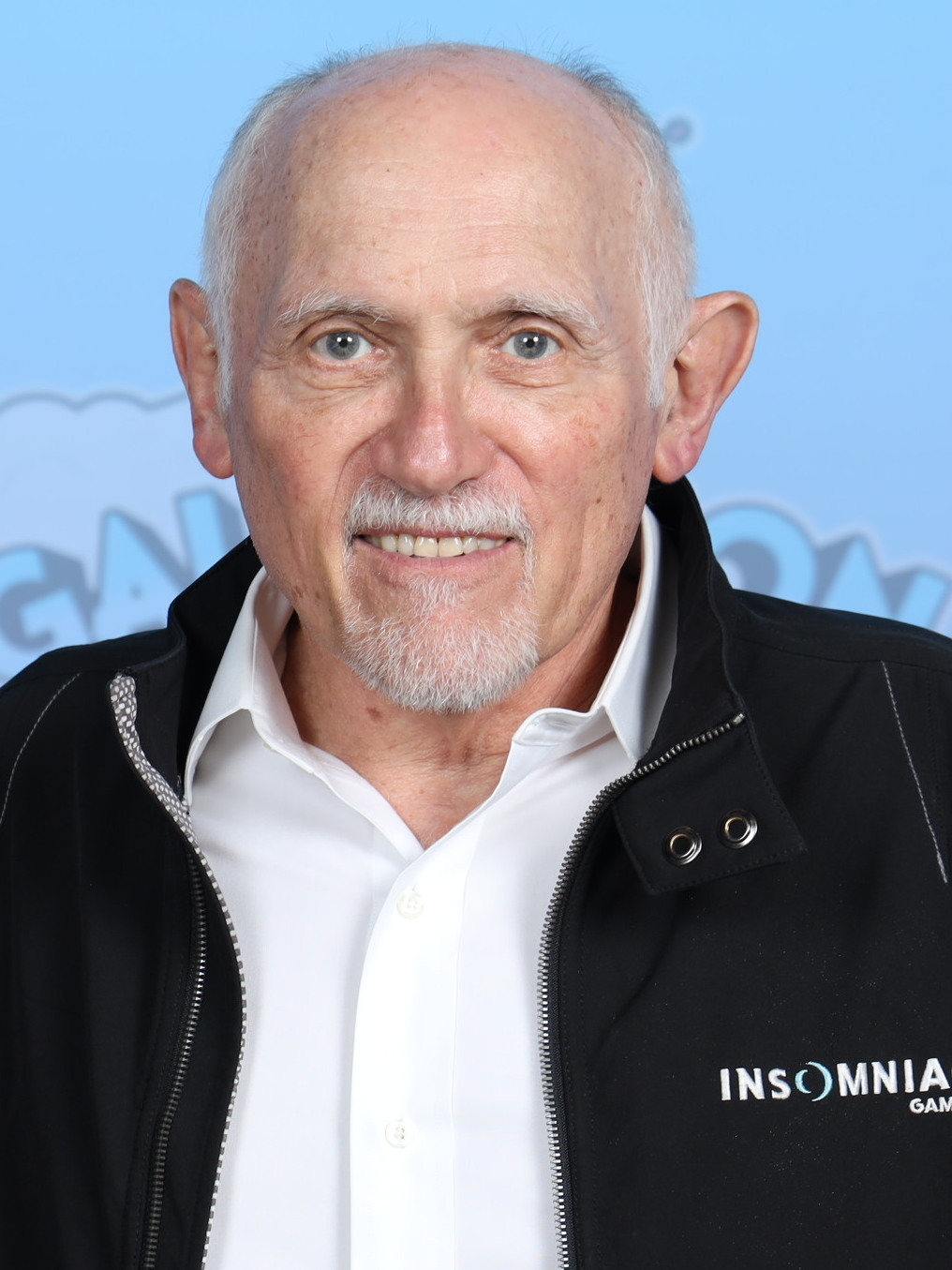
Armin Shimerman (2023)

Armin Shimerman (* 5. November 1949 in Lakewood, New Jersey) ist ein US-amerikanischer Schauspieler.

## Leben
Geboren und aufgewachsen ist Shimerman in Lakewood, New Jersey. Als er 16 Jahre alt war, zog seine Familie nach Los Angeles, wo er von seiner Mutter in eine Theatergruppe eingeschrieben wurde, um sein soziales Leben zu verbessern. Später machte er seinen Abschluss auf der University of California, Los Angeles und erhielt kurz darauf eine Lehrstelle im Old Globe Theater in San Diego. Er verfolgte zunächst eine Karriere am Theater und zog hierfür nach New York, kehrte aber später nach Los Angeles zurück, wo er in zwei CBS-Serien mitwirkte. Eine davon war die 1987–90 ausgestrahlte Fantasy-Serie Die Schöne und das Biest, wo er an der Seite von Ron Perlman und Linda Hamilton die wiederkehrende Rolle des Pascal spielte. Dies markierte den Beginn seiner Fernsehkarriere.
Am bekanntesten ist er wahrscheinlich als der Ferengi-Bartender Quark in Star Trek: Deep Space Nine, doch seine Star-Trek-Karriere begann in der Episode Der Wächter von Raumschiff Enterprise: Das nächste Jahrhundert, in der er einen anderen Ferengi spielte.
Shimerman ist außerdem bekannt als Rektor Snyder in Buffy – Im Bann der Dämonen. Des Weiteren hatte er eine Rolle in der Serie Sledge Hammer! als Konstrukteur der RoboCop-Parodie Hammeroid und in der Serie Stargate SG-1 als einer der Nox.
Im Mai 1981 heiratete er die Schauspielerin Kitty Swink.
Seit 1996 ist der Schauspieler gelegentlich auch als Synchronsprecher für Videospiele zu hören, unter anderem in Gothic 3, BioShock und Ratchet & Clank. Im Kinofilm Ratchet & Clank leiht er Doctor Nefarious ebenfalls seine Stimme.
Shimerman verfasste mehrere Bücher, die eine Science-Fiction-Basis für das Leben des Dr. John Dee bilden.

## Filmografie (Auswahl)

### Filme
- 1980: Stardust Memories
- 1986: Hitcher, der Highway Killer (The hitcher)
- 1987: Blind Date – Verabredung mit einer Unbekannten (Blind Date)
- 1987: Wie der Vater, so der Sohn (Like Father Like Son)
- 1988: Scharfe Kurven (Dangerous Curves)
- 1988: Die Tricks der Frauen (Tricks of Trade)
- 1989: Mörderischer Trieb (She Knows Too Much)
- 1989: Arena – Nur einer überlebt (Arena)
- 1990: Katastrophenflug 243 (Miracle Landing)
- 1990: Mit stählerner Faust (Death Warrant)
- 1991: Robodad
- 1993: Der Mörder der unschuldigen Kinder (Slaughter of the Innocents)
- 1995: Killing Dreams (Dream Man)
- 1996: Auge um Auge (Eye for an Eye)
- 1997: Snide and Prejudice
- 1998: The Lost World
- 1999: The Auteur Theory
- 2001: Breathing Hard
- 2004: Single Santa Seeks Mrs. Claus
- 2004: What the Bleep Do We Know (Dokumentation)
- 2005: Meet the Santas
- 2006: Dead and deader – Invasion der Zombies (Dead & deader)
- 2008: Insanitarium
- 2008: The Urn
- 2010: For Christ’s sake
- 2012: Dropping Evil
- 2011: Die Atlas Trilogie – Wer ist John Galt? (Atlas Shrugged: Part I)
- 2014: The Sublime and Beautiful
- 2016: Diani & Devine Meet the Apocalypse
- 2018: 5th Passenger
- 2019: The Circuit

### Fernsehserien
- 1982: Polizeirevier Hill Street (Hill Street Blues, Folge 3x03)
- 1984: Cagney & Lacey (Folge 3x01)
- 1984: Remington Steele (Folge 3x02)
- 1985: Imbiß mit Biß (Alice, Folge 9x09)
- 1986: Du schon wieder (You Again?, Folge 2x01)
- 1987: Dieses süße Leben (Easy street, Folge 1x14)
- 1987: Sledge Hammer! (Folge 2x10)
- 1987–1990: Die Schöne und das Biest (Beauty and the Beast, 16 Folgen)
- 1987–1994: Raumschiff Enterprise: Das nächste Jahrhundert (Star Trek: The Next Generation, 4 Folgen)
- 1989: Inspektor Hooperman (Hooperman, Folge 2x06)
- 1989, 1994: L.A. Law – Staranwälte, Tricks, Prozesse (L.A. Law, 2 Folgen)
- 1990: Wer ist hier der Boss? (Who’s the Boss?, Folge 6x23)
- 1991: Eine schrecklich nette Familie (Married with Children, Folge 5x25)
- 1993–1999: Star Trek: Deep Space Nine (173 Folgen)
- 1995: Star Trek: Raumschiff Voyager (Star Trek: Voyager, Folge 1x01 Der Fürsorger)
- 1996: Seinfeld (Folge 7x12)
- 1997–2000: Buffy – Im Bann der Dämonen (Buffy the Vampire Slayer, 19 Folgen)
- 1997: Stargate – Kommando SG-1 (Stargate SG-1, Folge 1x08)
- 1997: Ally McBeal (Folge 1x10)
- 1997, 1998: Practice – Die Anwälte (The Practice, Folge 2x06, 2x14)
- 1998: Sliders – Das Tor in eine fremde Dimension (Sliders, Folge 4x01)
- 1999: Martial Law – Der Karate-Cop (Martial Law, Folge 2x01)
- 2001: Invisible Man – Der Unsichtbare (The Invisible Man, Folge 2x07, 2x16–2x17)
- 2001: Für alle Fälle Amy (Judging Amy, Folge 2x09)
- 2001: The Agency – Im Fadenkreuz der C.I.A. (The Agency, Folge 1x08)
- 2001: The Guardian – Retter mit Herz (The Guardian, Folge 1x05)
- 2002: The West Wing – Im Zentrum der Macht (The West Wing, Folge 3x22)
- 2002: Girls Club (3 Folgen)
- 2002: Boston Public (Folge 2x22)
- 2002: Charmed – Zauberhafte Hexen (Charmed, Folge 4x19)
- 2003: The Handler (1x03, 1x06)
- 2004: Emergency Room – Die Notaufnahme (ER, Folge 10x18)
- 2004: Crossing Jordan – Pathologin mit Profil (Crossing Jordan, Folge 3x02)
- 2004: Nip/Tuck – Schönheit hat ihren Preis (Nip/Tuck, Folge 2x11)
- 2005: Die himmlische Joan (Joan of Arcadia, Folge 2x19)
- 2005: Invasion (Folge 1x03–1x04)
- 2006: Numbers – Die Logik des Verbrechens (NUMB3RS, Folge 3x03)
- 2006: Boston Legal (7 Folgen)
- 2006: Dr. Vegas (Folge 1x08)
- 2007: Schatten der Leidenschaft (The Young and the Restless, Episode 1.8771)
- 2009: Leverage (Folge 1x11)
- 2010: Warehouse 13 (Folge 2x10)
- 2012: Perception (Folge 1x03)
- 2012: Castle (Folge 5x06 Mord im Weltall)
- 2013: Bad Samaritans (Folgen 1x01, 1x05)
- 2013: CSI: Vegas (CSI: Crime Scene Investigation, Folge 14x09)
- 2014: Franklin & Bash (Folge 4x08)
- 2016: Timeless (Folge 1x10)
- 2016: Red Bird (Folgen 1x02, 1x04)
- 2021: The Rookie (Folge 3x01 Konsequenzen)

### Sprechrollen
- 1999–2000: Rocket Power (Zeichentrickserie, Folge 1x02,2x01) … als Showkepper / Ben Robbins
- 2003–2004: Grimmig und Übel (Evil Con Carne, Fernsehserie, 9 Folgen) … als General Skarr/Stomach
- 2005: Geppeto's Secret … als Leonardo the Hairbrush
- 2005: Die Liga der Gerechten (Justice League Unlimited, Folge 4x03) … als Dr. Achilles Milo
- 2006: Ben 10 (Zeichentrickserie, Folge 2x05) … als Slix Vigma
- 2008: Delgo … als Norhin Merchant
- 2012–2017: Regular Show (8 Folgen, verschiedene Rollen)
- 2013: Tales of Metropolis (Folge 1x03)
- 2016: Ratchet and Clank … als Dr. Nefarious
- 2017: Justice League Action … als Zilius Zox
- 2021: Ratchet und Clank: Rift Apart (Videospiel) … als Dr. Nefarious
- 2021: Psychonauts 2 (Videospiel) … als Augustus Aquato
- 2022: Star Trek: Lower Decks (Animationsserie, Folge 3x06) … als Quark
- 2023: Starfield (Videospiel) … als Walter Stroud

## Bibliografie
- The 34th Rule (mit David R. George III.; 1998)
- Die Merchant-Prince-Serie:

1. The Merchant Prince (mit Michael Scott; 2000)
2. Outrageous Fortune (mit Chelsea Quinn Yarbro; 2002)
3. Capital Offense (2003)